# شهر دزدان دریایی
شهر دزدان دریایی (به انگلیسی: City of Pirates) (به فرانسوی: La Ville des pirates) فیلمی فرانسوی سال ۱۹۸۳ به کارگردانی رائول روئیز است.

## نقش‌ها
- اوگ کستر در نقش تامی
- آنا آلوارو در نقش ایزیدور
- ملویل پوپو در نقش مالو
- اندره انگل در نقش ماهیگیر
- دوارته د آلمدیا در نقش پدر
- کلاریس دل در نقش مادر
- اندره گومز در نقش تفنگدار